# Regreso al silencio
Regreso al silencio es una película chilena de 1967. Dirigida por Naum Kramarenco, se trata de un thriller policial en el que coinciden por primera vez Humberto y Héctor Duvauchelle. Además cuenta con la aparición de Nelson Villagra, quien con el paso del tiempo llegaría a ser uno de los más grandes actores de Chile

## Argumento
La acción transcurre entre Miami, Santiago y Valparaíso. Bill Stadley (Humberto Duvauchelle), que estaba radicado en Miami, llega a Santiago y se encuentra con su hermano Juan (Héctor Duvauchelle) luego de años sin verse pero, luego de una noche de bar, Juan vuelve a desaparecer sin dejarle a Bill ninguna pista para reencontrarlo. 
Bill mantiene una naciente relación con Elsa (Orietta Escámez), la azafata del vuelo desde Miami a Santiago, la que en un principio se muestra poco interesada en salir con él. 
Al hotel donde se aloja Bill llega un misterioso detective (Nelson Villagra), quien se ofrece a buscar a Juan, pero las pistas que entrega no son muy claras y Bill empieza a sospechar que la intención del detective es sacarle dinero, para lo que le irá entregando las pistas muy poco a poco.

## Elenco
| Humberto Duvauchelle | Bill Stadley           |
| Orietta Escámez      | Elsa                   |
| Héctor Duvauchelle   | Juan Stadley (o López) |
| Peggy Cordero        | Isabel                 |
| Enrique Heine        | Hans Blausten          |
| Eliana Vidal         | Adriana                |
| Roberto Parada       | Jefe de la mafia       |
| Mercedes Moral       |                        |
| Nelson Villagra      | Detective Rodríguez    |
| Beco Beytelman       |                        |
| Raúl Latorre         |                        |
| Pancho Huerta        |                        |
| Enrique Astudillo    |                        |
| Grace Parry          |                        |
| Sergio Urrutia       |                        |
| Pedro Gaete          |                        |
| Augusto de Villa     |                        |
| Ítalo Passalacqua    | Recepcionista          |